# Tour Défense 2000
O Tour Défense 2000 (conhecido como Tour PH3) é um arranha-céu de escritórios em Puteaux, em La Défense, o distrito comercial da área metropolitana de Paris. 
Esta torre é o edifício residencial mais alto da França. Foi construído entre abril de 1971 e novembro de 1974. Este edifício tem 47 andares e 370 apartamentos para uma população de cerca de 900 pessoas. Uma creche ocupa o andar térreo.
Posto de segurança 24 horas.